# الكأس الذهبية تحت 17 سنة لكرة القدم
الكأس الذهبية لكرة القدم تحت 17 سنة هي مسابقة كرة قدم ينظمها كونكاكاف للمنتخبات تحت 17 سنة.